# Crataegus canadensis
Crataegus canadensis är en rosväxtart som beskrevs av Charles Sprague Sargent. Crataegus canadensis ingår i hagtornssläktet som ingår i familjen rosväxter. Inga underarter finns listade i Catalogue of Life.